# Троє з нас (фільм, 1914)
Троє з нас (англ. The Three of Us) — американська драма режисера Джона В. Ноубла 1914 року.

## У ролях
- Мейбл Тальяферро — Фі МакЧенсі
- Крейтон Хейл — Клем
- Мастер Стюарт — Сонні
- Едвін Керов — Стів Товні
- Ірвінг Каммінгс — Луї Бересфорд
- Мадам Клер — Меггі
- Гаррі Сміт — містер Бікс
- Майме Келсо — місіс Бікс